# Sciara analis
Sciara analis är en tvåvingeart som beskrevs av Ignaz Rudolph Schiner 1864. Sciara analis ingår i släktet Sciara och familjen sorgmyggor.
Artens utbredningsområde är Österrike. Inga underarter finns listade i Catalogue of Life.